# کارلو بارتولتس
کارلو بارتولتس (کرواتی: Karlo Bartolec؛ زادهٔ ۲۰ آوریل ۱۹۹۵) بازیکن فوتبال اهل کرواسی است.
از باشگاه‌هایی که در آن بازی کرده‌است می‌توان به باشگاه فوتبال اوسیک، باشگاه فوتبال کپنهاگن، باشگاه فوتبال لوکوموتیو زاگرب، و باشگاه فوتبال نورشلان اشاره کرد.
وی همچنین در تیم‌های ملی فوتبال زیر ۲۱ سال کرواسی، و کرواسی بازی کرده‌است.